# Shlomo Morag
Shlomo Morag (en hebreo: שלמה מורג‎); (Petaj Tikva, Israel, 17 de julio de 1926 - Jerusalén, Israel, 4 de septiembre de 1999), fue un profesor israelí del departamento de Lengua Hebrea de la Universidad Hebrea de Jerusalén. Morag fundó el Centro de Investigación de Tradiciones Orales Judías de la Universidad Hebrea y se desempeñó como director del Instituto Ben Zvi para el estudio de las comunidades judías orientales (Mizrahies) durante varios años. Fue miembro de la Academia de la Lengua Hebrea, de la Academia de Ciencias y Humanidades de Israel y de la Academia Estadounidense Estudios Judaicos.

## Biografía
Morag nació en Petah Tikva en 1926. Sus padres eran maestros en la escuela religiosa Netzah Israel de esa ciudad. Más tarde, la familia se mudó a Ramat Gan, donde creció Morag y nació su hermano menor, Amotz.

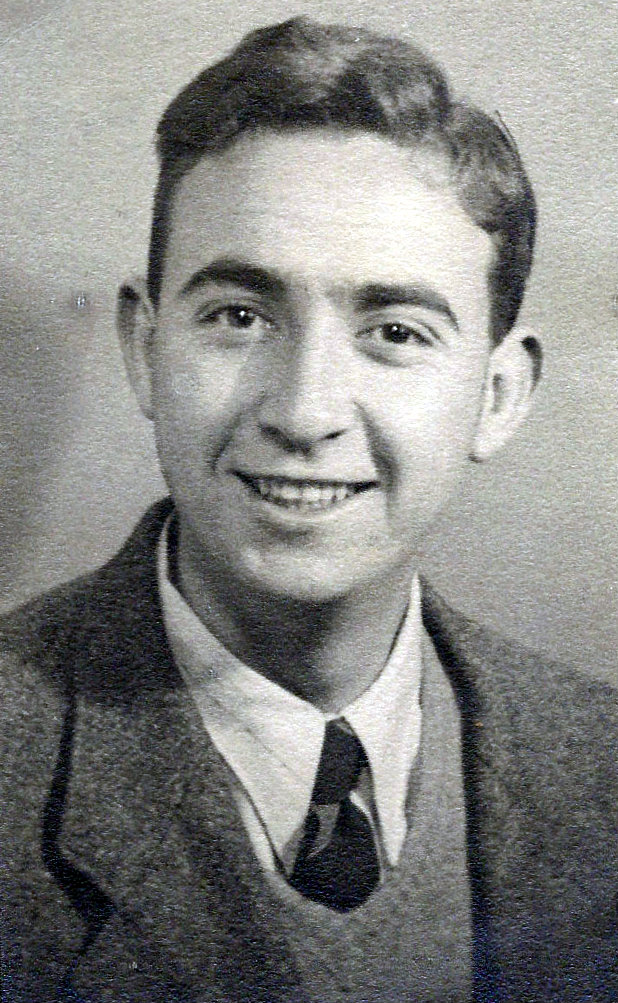
El joven Shlomo Morag

El padre de Shlomo Morag, el rabino Moshe Aryeh Mirkin, escribió una revisión de 11 volúmenes de Bereshit Rabba. La madre de Morag, Sarah Mirkin (de soltera Margalit) fundó organizaciones benéficas en beneficio de los niños y las mujeres inmigrantes. Fue elegida jefa de la sección de WIZO en Ramat Gan, a la que renunció después de luchar por la igualdad de derechos de voto para las mujeres, y no solo por partidos separados de mujeres. Se unió a la rama femenina de Sionistas Generales y desde 1954 se desempeñó como miembro del consejo de la ciudad de Ramat Gan. Shlomo Morag dedicó su libro, "La tradición del idioma hebreo de los judíos yemenitas" a sus padres.
El hermano de Shlomo Morag, Amotz Morag, fue profesor de Economía y escribía para los periódicos Davar y Ashmoret. Escribió artículos y libros sobre temas económicos. También escribió cuentos, algunos de los cuales fueron recopilados después de su muerte por Shlomo Morag.

## Carrera académica

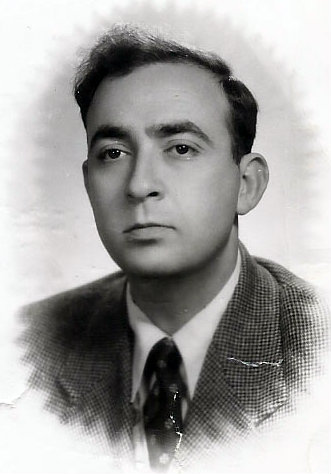
Shlomo Morag

Morag comenzó a estudiar en la Universidad Hebrea de Jerusalén en 1943. En 1955 recibió su doctorado por su tesis sobre la pronunciación hebrea de los judíos yemenitas, que escribió bajo la supervisión de sus maestros, Shelomo Dov Goitein, Hans Jakob Polotsky y Naftali Herz Tur-Sinai. Otros maestros que lo influenciaron fueron Joseph Klausner, David Baneth y Hanoch Yelon.
Más tarde se unió a la facultad de la Universidad Hebrea como profesor del departamento de Lengua Hebrea hasta que se jubiló en 1994. Morag también enseñó en la Universidad de Tel Aviv y en la Universidad de Bar-Ilan.
Las obras de Morag se centran en la lingüística semítica y en concreto en la lengua hebrea. Investigó las tradiciones orales del hebreo y dedicó una parte importante de su trabajo a las tradiciones orales de los judíos yemenitas: el hebreo yemenita y las tradiciones arameas yemenitas.

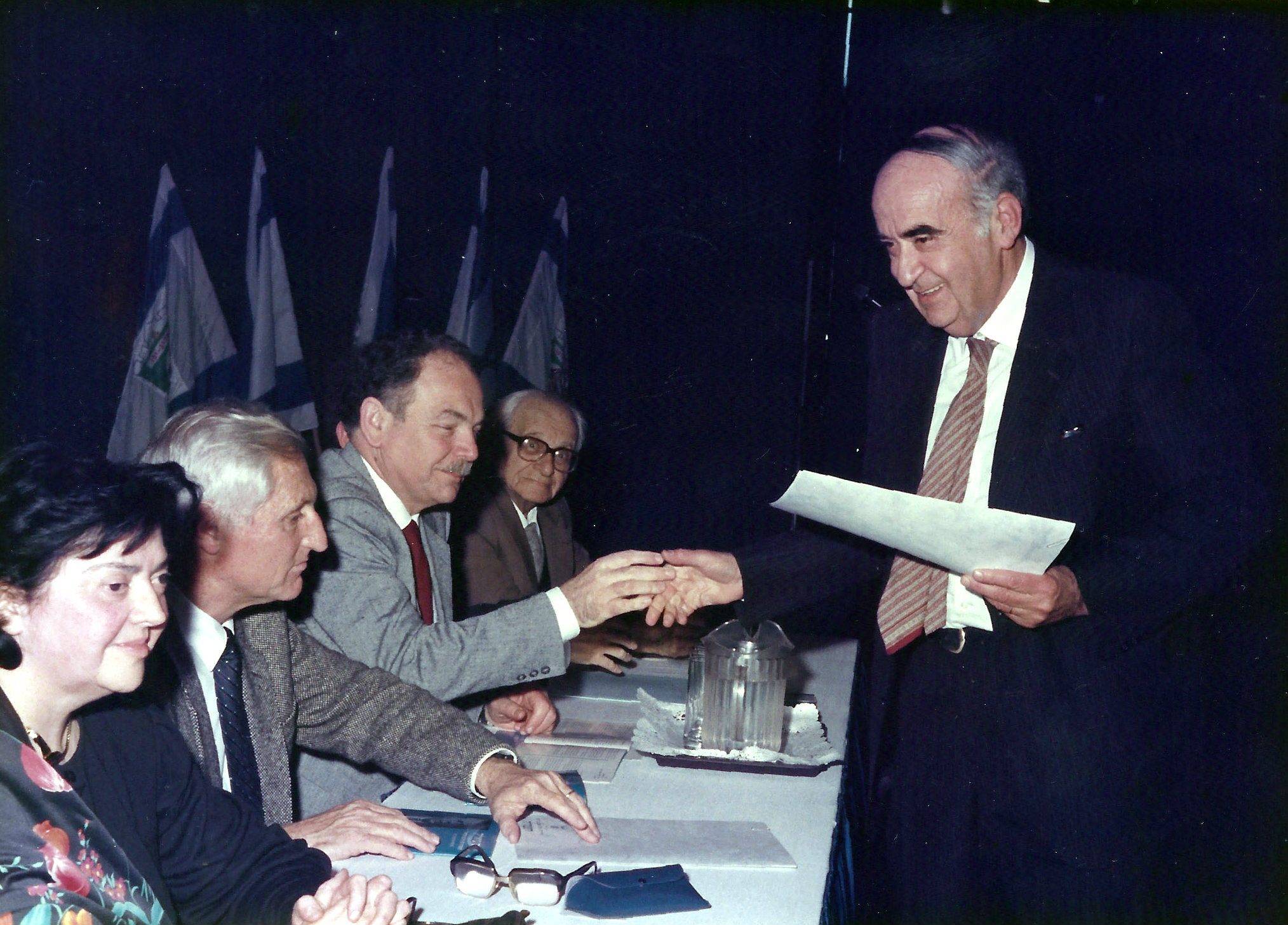
Shlomo Morag recibiendo el Premio Bialik

### Premios
- En 1966, Morag recibió el Premio Israel de Estudios judíos por su libro "La tradición del idioma hebreo de los judíos yemenitas".[3] Fue la persona más joven en recibir este premio hasta ese momento.
- En 1989, fue co-receptor (junto con Shmuel Abramski) del Premio Bialik de pensamiento judío.[4] Recibió el premio por su libro "Arameo babilónico: la tradición yemenita".

## Obras

### La tradición del idioma hebreo de los judíos yemenitas
La base de este libro, por el que Morag recibió el Premio Israel, fue su tesis doctoral. En este libro describe el hebreo yemenita, la lectura tradicional de la Biblia y la Mishná.
Morag distingue la tradición yemenita de otras tradiciones orales hebreas por varias razones:
- Es la única tradición que tiene una clara afinidad con la tradición hebrea babilónica. Esta afinidad se manifiesta en características como el uso de una sola vocal mientras que la tradición hebrea tiberiana diferencia dos vocales: patach y segol.
- Es la única tradición oral que diferencia regularmente entre la tradición hebrea bíblica, que generalmente se adhiere a la tradición tiberiana (aunque influenciada por la tradición babilónica que anteriormente era la tradición aceptada en Yemen), y la tradición hebrea de la Mishná, que es principalmente babilónica (pero influenciada por la tradición tiberiana de la Biblia).
- Esta tradición mantiene distinciones que se perdieron en otras tradiciones orales, como el fenómeno Begadkefat y la pronunciación de shva na.

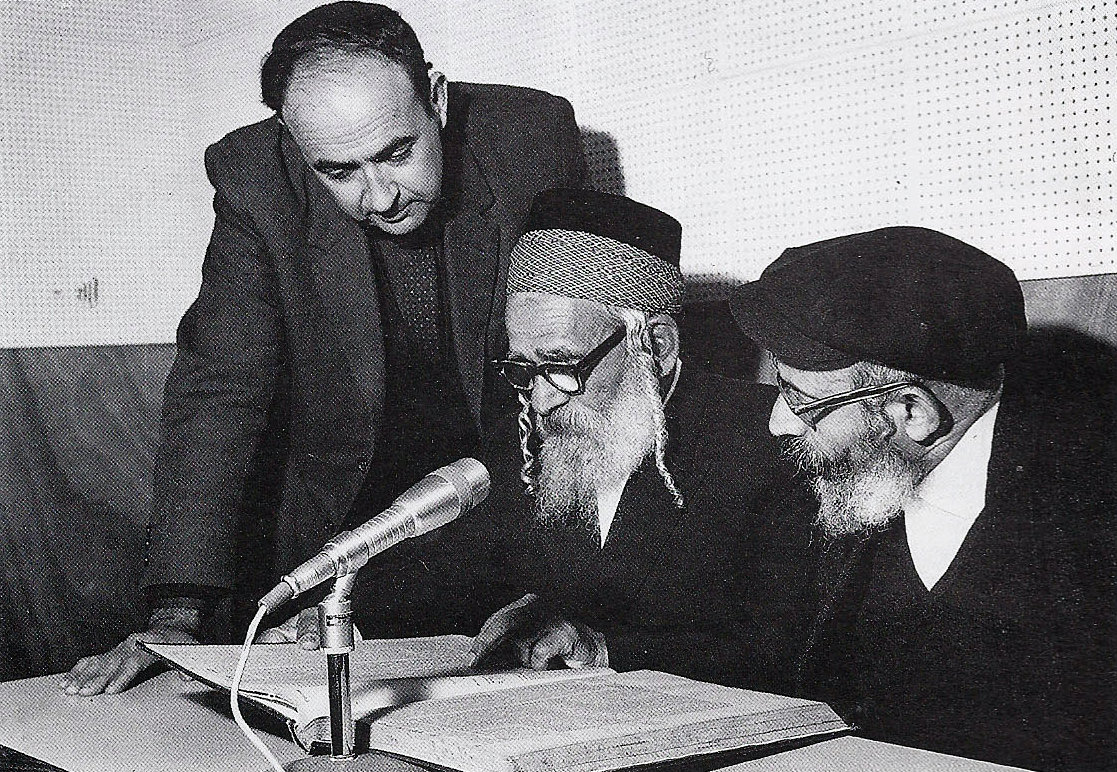
Shlomo Morag grabando a dos rabinos yemenitas para el Centro de Investigación de Tradiciones Orales Judías

En su libro, Morag describe las características fonéticas y fonológicas de la tradición yemenita y examina los efectos de diferentes dialectos árabes yemeníes en las tradiciones orales de los judíos yemenitas de diferentes áreas de Yemen.

### Arameo babilónico: la tradición yemenita
Este libro, por el que Morag recibió el Premio Bialik, describe la fonología y la morfología de la tradición yemenita del arameo del Talmud de Babilonia. El libro se basa en la tradición de lectura de los judíos sana'ani, registrada principalmente en el Centro de Investigación de Tradiciones Orales Judías de la Universidad Hebrea que fundó Morag.
Según Shlomo Morag, la tradición yemenita es la mejor tradición de lectura del arameo babilónico judío:
- Su transmisión es confiable y conservó las características fonológicas y morfológicas que la distinguen de las tradiciones de lectura de textos en otros dialectos arameos: Targum Onkelos y Targum Jonathan.
- Existe una correspondencia considerable entre esta tradición y la tradición de un importante manuscrito del libro Halachot Psukot, que exhibe una tradición bastante arcaica y utiliza la vocalización babilónica. Esta correspondencia también demuestra los elementos babilónicos en la tradición yemenita.

En su libro, Morag aporta pruebas contra la afirmación de que el Talmud no se enseñaba comúnmente en Yemen y señala los manuscritos yemenitas del Talmud de Babilonia y su valor para determinar las características de la tradición yemenita.

## Otras lecturas
- «Dr. Shlomo Morag (Mirkin)| Encyclopedia of the Founders and Builders of Israel». www.tidhar.tourolib.org. Consultado el 20 de julio de 2023.

- Datos: Q7499595
- Multimedia: Shlomo Morag / Q7499595